# Corinnomma plumosum
Corinnomma plumosum is een spinnensoort uit de familie van de loopspinnen (Corinnidae).
De wetenschappelijke naam van de soort werd in 1881 als Corinna plumosa gepubliceerd door Tord Tamerlan Teodor Thorell.